# NGC 6877
NGC 6877 је елиптична галаксија у сазвежђу Паун која се налази на NGC листи објеката дубоког неба.
Деклинација објекта је - 70° 51' 10" а ректасцензија 20h 18m 35,9s. Привидна величина (магнитуда) објекта NGC 6877 износи 12,2 а фотографска магнитуда 13,2. NGC 6877 је још познат и под ознакама ESO 73-36, AM 2014-710, PGC 64457.